# 時十族人
《時十族人》是史蒂芬·金所寫的短篇小說，1993年收錄在短篇小說集《惡夢工廠》內。曾有報導指故事會改編成電影，由傑·巴魯契主演
，但後來電影一事無疾而終。

## 故事簡介
皮爾森原本只是平凡的銀行上班族，一天突然在街上遇到一個惡魔樣貌一般的人。此時，一個名叫杜克的黑人告訴他，這些人叫蝙蝠人，潛伏在人類世界已久，只有特定的人才能見到他們的真面貌。杜克帶皮爾森到同族人的基地聚會，不過基地被同族人出賣，大部分的族人被殺，於是皮爾森組織新的時十族人反抗軍，獵殺蝙蝠人。